# کتابخانه هنری مادن

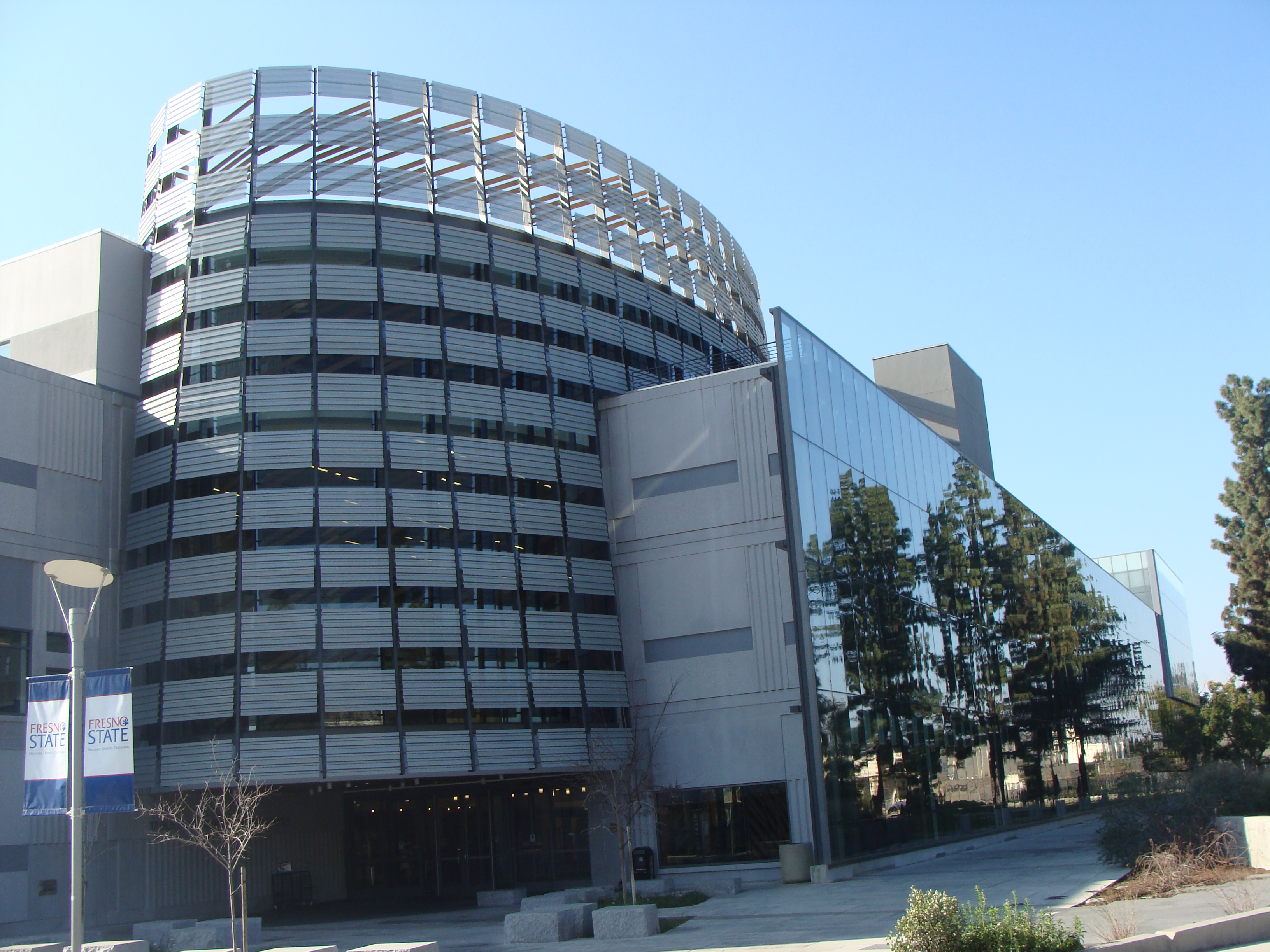

کتابخانه هنری مادن (به انگلیسی: Henry Madden Library) کتابخانه مرکزی سیستم کتابخانه‌ای دانشگاه ایالتی کالیفرنیا در فرزنو است.
این کتابخانه در سال ۲۰۰۹ با هدیه ده میلیون دلاری قمارخانه Table Mountain Rancheria ساخته شد که از اعضای قبیله سرخپوستان چوکچانسی (Chukchansi) در جنوب کالیفرنیا هستند.
معمار کتابخانه مارتین و شرکا (AC Martin Partners) ساختمان کتابخانه را از روی طرح‌های سبدبافی و قالی بافی سرخپوستان کالیفرنیا الگوبرداری کرده‌است.
سیستم کتابخانه این دانشگاه با نزدیک به ۱٫۱۳ میلیون عنوان کتاب در زمره کتابخانه‌های بزرگ در میان دانشگاه‌های کالیفرنیا محسوب می‌شود.